# تشارلز فلمور
تشارلز فيلمور (بالإنجليزية: Charles Fillmore) هو كاتب أمريكي، ولد في 22 أغسطس 1854 في سانت كلاود في الولايات المتحدة، وتوفي في 5 يوليو 1948.

## وصلات خارجية
- مقالات تستعمل روابط فنية بلا صلة مع ويكي بيانات